# Lod Ganne Awiw
Lod Ganne Awiw (hebr. לוד גני אביב, Tachanat ha-rakevet Lod Ganej Aviv; oficjalna pisownia w ang. Lod Ganei AvivRailway Station) – stacja kolejowa położona przy osiedlu Ganne Awiw, na północnych obrzeżach miasta Lod, w Izraelu.

## Historia
Wraz z rozpoczęciem budowy nowego osiedla Ganne Awiw w Lod, złożono im w połowie lat 90. XX wieku obienticę, że w pobliżu osiedla zostanie wybudowana stacja kolejowa. Budowa rozpoczęła się 8 maja 2002, jednak wciąż przedłużała się z powodu nieporozumień pomiędzy Ministerstwem Finansów a kolejami. Prace budowlane przy budynku stacyjnym rozpoczęły się pod koniec 2005, a w 2007 izraelskie linie kolejowe po raz pierwszy uwzględniły stację Lod Ganne Awiw w swoim harmonogramie.
Oficjalne otwarcie stacji nastąpiło w dniu 10 maja 2008.

## Dane ogólne
Stacja kolejowa Lod Ganne Awiw jest obsługiwana przez izraelskie państwowe przedsiębiorstwo transportu publicznego Rakewet Jisra’el.
Stacja posiada dwa perony i dwa tory. Perony obsługują pociągi poruszające się w przeciwnych kierunkach. Stacja jest dostępna od strony południowej, od ulicy Regawim i osiedla Ganne Awiw. Przejście pomiędzy peronami odbywa się przez kładkę nadziemną, w której zainstalowano windy dla osób niepełnosprawnych.
Stacja jest przystosowana dla osób niepełnosprawnych . Tuż przy stacji jest przystanek autobusowy i parking samochodowy.
Na północny zachód od stacji znajduje się rozjazd kolejowy z bocznicą prowadzącą do strefy przemysłowej Nir Cewi.

## Połączenia
Pociągi z Lod Ganne Awiw jadą do Tel Awiwu, Bene Berak, Petach Tikwy, Rosz ha-Ajin, Kefar Sawy i Riszon le-Cijjon.